# Tifón Matmo (2014)
El tifón Matmo, conocido en Filipinas como: tifón Henry (designación internacional:1410, designación JTWC:10W), fue el causante principal del accidente del vuelo 222 de TransAsia Airways. La décima tormenta nombrada y el cuarto tifón de la temporada, se formó el 16 de julio en las islas Carolinas. En condiciones favorables, el sistema se intensificó progresivamente mientras se desplazaba, en general, al noroeste y alcanzó su pico de intensidad horas antes de tocar tierra en Taiwán. Por último, el sistema se disipó sobre la China continental y sus remanentes provocaron precipitaciones moderadas en Corea y Japón.

## Historial meteorológico
El día 14 de julio, una zona de convergencia intertropical formó a una perturbación tropical. El 16 de julio, la JMA lo promovió a la categoría de depresión tropical menor, a medida que inició su ciclogénesis.  Al mismo tiempo la JTWC emitió un Tropical Cyclone Formation Alert sobre el sistema. El sistema mostraba una convección profunda adherido a su centro de circulación de magnitud baja. Fue catalogado como una depresión tropical a las 12:00 UTC del 16 de julio y como la depresión tropical Diez-W a las 15:00 UTC del 17 de julio. Durante varias horas, su convección profunda se organizó y fue catalogado como tormenta tropical a las 18:00 y 21:00 UTC de ese día. El 18 de julio, el sistema entró al Área de Responsabilidad Filipina el cual la PAGASA lo nombró: Henry. El 19 de julio, la JMA lo promovió a la categoría de tormenta tropical severa.
El Matmo continuaba fortaleciéndose gradualmente hasta alcanzar la categoría de tifón al día siguiente, mientras que la JTWC lo seguía denominando como tormenta tropical. Este último lo clasificó a tifón de categoría uno a las 15:00 UTC de ese día al mismo tiempo que se empezó a desplazar en dirección noroeste. La JMA  degradó al Matmo a la categoría de tormenta tropical severa el 22 de julio, mientras que la JTWC lo promovió a la categoría dos de tifón. Con eso, un ojo relativamente visible empezó a observarse en las imágenes de satélite, presentando vientos máximos de 160 km/h. Horas más tarde el ojo del Matmo, tocó tierra sobre la isla de Taiwán como tifón de categoría uno, lo cual estructuralmente provocó la expansión de su convección. Con una tendencia debilitatoria, el tifón prosiguió su curso en dirección noroeste, pasando sobre el estrecho de Formosa. El sistema hizo su contacto final con tierra sobre China continental el 23 de julio, en donde las características geológicas del este del país provocaron su disipación el 25 de julio.

## Preparaciones e impacto

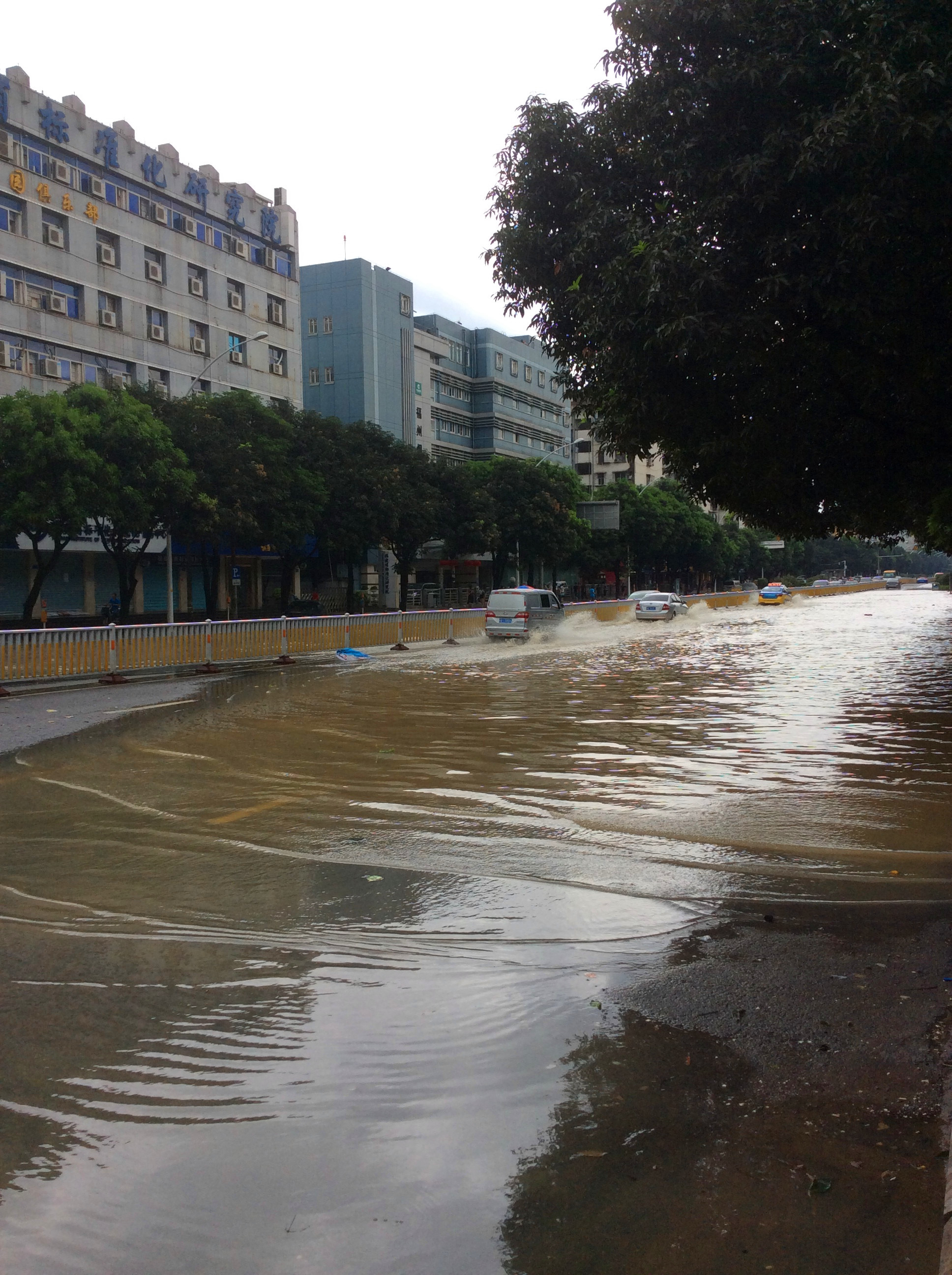
Inundaciones en la ciudad de Fuzhou, China, provocados por el Matmo

### Taiwán
Antes de la llegada del tifón, se evacuaron a 5400 turistas en las dos islas de Taiwán. El ejército taiwanés dirigió la distribución de sacos de arena en anticipación a las inundaciones. Cuando el sistema tocó tierra sobre la isla, con la intensidad de tormenta tropical severa, 23 de julio. Inicialmente, se reportaron la muerte de una persona, daños materiales y cinco personas lesionadas. Un turista, mientras tomaba fotos en la costa, desapareció. Las pérdidas en la agricultura ascienden a los USD $19,73 millones. En el condado de Hualien, zona agrícola, se registró las mayores pérdidas económicas del tifón, el cual se dañó la mitad de los campos de cultivos. Un vuelo de TransAsia Airways, con destino a Penghu proveniente de Kaohsiung, se estreyó mientas volaba cerca del tifón, matando a 48 de los 58 pasajeros.

### China
En China, se emitió una alerta naranja de ciclón tropical en áreas cerca de Fuzhou. En el país, 13 personas murieron y las pérdidas económicas ascendieron a los USD $547 millones.

### Corea y Japón
Los remanentes del Matmo trajeron lluvias de ligeras a moderadas sobre Corea del Sur, reportando acumulaciones de 13 milímetros en Seúl. En Japón, las acumulaciones fueron de 25 a 31 milímetros concentrados mayormente en la isla de Hokkaido.